# Формула повороту Родрігеса
У теорії тривимірних обертань, формула повороту Родрігеса (названа на честь Олінда Родрігеса) — дієвий алгоритм для обертання вектора у просторі, за заданими віссю та кутом.
Якщо {\displaystyle \mathbf {v} } — вектор у {\displaystyle \mathbb {R} ^{3}} і {\displaystyle \mathbf {k} } — одиничний вектор, що описує вісь обертання, навколо якої ми хочемо повернути {\displaystyle \mathbf {v} } на кут {\displaystyle \theta }, то формула Родрігеса має вигляд:
{\displaystyle \mathbf {v} _{\mathrm {rot} }=\mathbf {v} \cos \theta +(\mathbf {k} \times \mathbf {v} )\sin \theta +\mathbf {k} (\mathbf {k} \cdot \mathbf {v} )(1-\cos \theta ).}

## Виведення

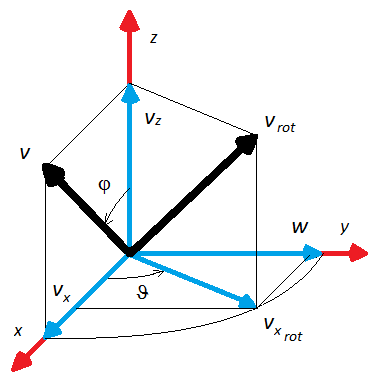
Формула обертання Родрігеса обертає v на кут θ навколо осі z через розкладання його на складові паралельні і перпендикулярні до z, і, обертаючи тільки перпендикулярну складову

Для певної осі обертання z, яка представлена одиничним вектором k = (kX, kY, kZ), і вектором v = (vX, vY, vZ), який ми хочемо повернути, вектор
{\displaystyle \mathbf {v} _{z}=(\mathbf {k} \cdot \mathbf {v} )\mathbf {k} }
є складовою v паралельною до z, також відомою як проєкція вектора v на k, і вектор
{\displaystyle \mathbf {v} _{x}=\mathbf {v} -\mathbf {v} _{z}=\mathbf {v} -(\mathbf {k} \cdot \mathbf {v} )\mathbf {k} }
є проєкцією v на площину xy ортогональну до z, відомою як відкидання вектора.
Зауважте, що ми вибрали систему відліку xyz, в якій z вісь вирівняна з віссю повороту, а x вісь з відкиданням вектора v від k. Це спрощує демонстрацію, бо це має на увазі, що v лежить у площині xz і його складова vy є нулем. Однак, xyz не збігається з XYZ в якій вектори v, k, vx і vz представлені. Наприклад, v = (vX, vY, vZ) ≠ (vx, vy, vz). Інакше кажучи, формула Родрігеса незалежна від орієнтації в просторі системи відліку XYZ у якій v і k представлені.
Далі
{\displaystyle \mathbf {w} =\mathbf {k} \times \mathbf {v} }.
Зауважимо, що vx і w мають одну й ту саму довжину. За визначенням векторного добутку, довжина w становить:
{\displaystyle |\mathbf {w} |=|\mathbf {k} \times \mathbf {v} |=|\mathbf {k} |\,|\mathbf {v} |\sin \varphi \ }
де φ позначає кут між z і v.
з того, що k має одиничну довжину,
{\displaystyle |\mathbf {w} |=|\mathbf {k} \times \mathbf {v} |=|\mathbf {v} |\sin \varphi .}
Це збігається з довжиною vx, обрахованою тригонометрично так:
{\displaystyle |\mathbf {v} _{x}|=|\mathbf {v} |\cos(\pi /2-\varphi )=|\mathbf {v} |\sin \varphi .}
Отже w можна розглядати як копію vx обернуту на 90° навколо z. Використовуючи тригонометрію, ми можемо повернути vx на θ навколо z, щоб отримати vx rot. Його два компоненти щодо x і y є vxcosθ і wsinθ, відповідно. Таким чином,
{\displaystyle {\begin{aligned}\mathbf {v} _{x\ \mathrm {rot} }&=\mathbf {v} _{x}\cos \theta +\mathbf {w} \sin \theta \\&=(\mathbf {v} -(\mathbf {k} \cdot \mathbf {v} )\mathbf {k} )\cos \theta +(\mathbf {k} \times \mathbf {v} )\sin \theta .\end{aligned}}}
vx rot також можна записати як проєкцію на xy вектора, який ми повертаємо, vrot. Тому що поворот навколо z не зачіпає vz, другий компонент vrot (тобто проєкція на z) збігається з vz. Отже,
{\displaystyle {\begin{aligned}\mathbf {v} _{\mathrm {rot} }&=\mathbf {v} _{x\ \mathrm {rot} }+\mathbf {v} _{z\ \mathrm {rot} }\\&=\mathbf {v} _{x\ \mathrm {rot} }+\mathbf {v} _{z}\\&=(\mathbf {v} -(\mathbf {k} \cdot \mathbf {v} )\mathbf {k} )\cos \theta +(\mathbf {k} \times \mathbf {v} )\sin \theta +(\mathbf {k} \cdot \mathbf {v} )\mathbf {k} \\&=\mathbf {v} \cos \theta +(\mathbf {k} \times \mathbf {v} )\sin \theta +\mathbf {k} (\mathbf {k} \cdot \mathbf {v} )(1-\cos \theta ),\end{aligned}}}
як і вимагалось.

### Матричний запис
Представивши v і k у вигляді вектор-стовпців і {\displaystyle \mathbf {k} } як матрицю векторного добутку {\displaystyle [\mathbf {k} ]_{\times }}, тобто,
{\displaystyle [\mathbf {k} ]_{\times }\mathbf {v} =\mathbf {k} \times \mathbf {v} =\left[{\begin{array}{ccc}0&-k_{3}&k_{2}\\k_{3}&0&-k_{1}\\-k_{2}&k_{1}&0\end{array}}\right]\mathbf {v} },
Формулу Родрігеса можна записати так: 
{\displaystyle {\begin{aligned}\mathbf {v} _{\mathrm {rot} }&=\mathbf {v} \cos \theta +([\mathbf {k} ]_{\times }\mathbf {v} )\sin \theta +\mathbf {k} (\mathbf {k} ^{\mathsf {T}}\mathbf {v} )(1-\cos \theta )\\&=\mathbf {v} \cos \theta +[\mathbf {k} ]_{\times }\mathbf {v} \sin \theta +\mathbf {k} \mathbf {k} ^{\mathsf {T}}\mathbf {v} (1-\cos \theta ).\end{aligned}}}
Використовуючи розклад потрійного векторного добутку, це можна записати як:
{\displaystyle {\begin{aligned}\mathbf {v} _{\mathrm {rot} }&=([\mathbf {k} ]_{\times }\mathbf {v} )\sin \theta +(\mathbf {k} (\mathbf {k} ^{\mathsf {T}}\mathbf {v} )-\mathbf {v} (\mathbf {k} \cdot \mathbf {k} ))(1-\cos \theta )+\mathbf {v} (\mathbf {k} ^{\mathsf {T}}\mathbf {k} )\\&=\mathbf {v} +([\mathbf {k} ]_{\times }\mathbf {v} )\sin \theta +([\mathbf {k} ]_{\times }[\mathbf {k} ]_{\times }\mathbf {v} )(1-\cos \theta ).\end{aligned}}}
бо {\displaystyle \mathbf {k} ^{\mathsf {T}}\mathbf {k} =1} для нормалізованого вектора.
Остаточно, матриця повороту така:
{\displaystyle \mathbf {R} =\mathbf {I} +(\sin \theta )[\mathbf {k} ]_{\times }+(1-\cos \theta )[\mathbf {k} ]_{\times }[\mathbf {k} ]_{\times }~.}

## Кватерніониі формула повороту
Якщо ми хочемо повернути {\displaystyle \mathbf {v} } на кут {\displaystyle \theta } навколо {\displaystyle \mathbf {k} }, тоді ми можемо записати це як кватерніон {\displaystyle q=(\cos(\theta /2),\sin(\theta /2)).} Це одиничний кватерніон.
Тоді {\displaystyle p_{rot}=qvq^{-1}}, що після виконання множень переходить у формулу повороту Родрігеса.